# Parc nacional Port-Cros
El parc nacional Port-Cros (en francès, Parc national de Port-Cros) és un parc nacional francès establert a l'illa mediterrània de Port-Cros, a l'est de Toulon.

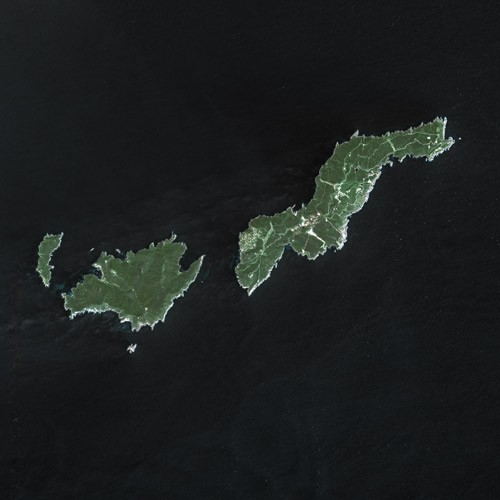
Port Cros vist des del satèl·lit.

El parc va ser fundat l'any 1963 després que l'illa de Port-Cros fos llegada a l'estat. L'estat és l'únic propietari de l'illa, que és una àrea protegida natural.